# Cep

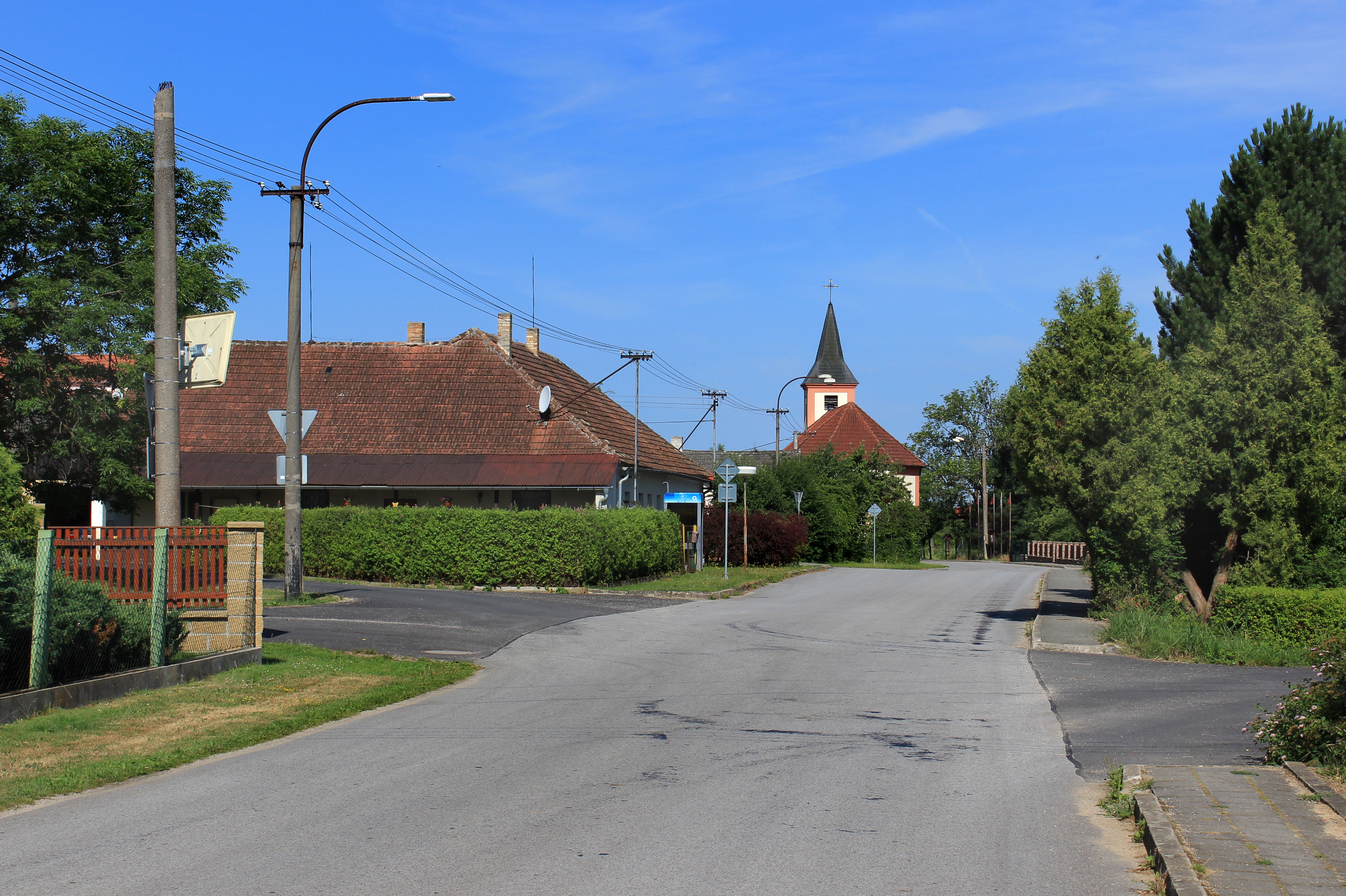
Die Hauptstraße

Cep (deutsch Trieschel, auch Czepp) ist eine Gemeinde im Okres Jindřichův Hradec in Tschechien mit ca. 200 Einwohnern. Sie liegt 26 Kilometer südöstlich des Stadtzentrums von České Budějovice.

## Geographie
Cep befindet sich in der Ebene des Wittingauer Beckens westlich der Lainsitz. In der Umgebung befinden sich vier große Fischteiche.
Nachbarorte sind Branná im Norden, Herda, Barbora und Majdalena im Nordosten, Benátky und Suchdol nad Lužnicí im Südosten, Cepská Myslivna im Süden, Podřezanšká Bašta und Lipnice im Westen sowie Hrachoviště im Nordwesten.

## Geschichte
Erstmals urkundlich erwähnt wurde das Dorf 1404, als Laurentius de Czepow dessen Besitzer war. 1482 erfolgte die Eingliederung von Cep in die Herrschaft Bistritz. Konrad Kraiger von Kraigk stiftete das umliegende Land dem Kloster Třeboň und tauschte den Ort 1508 mit Peter IV. von Rosenberg, der ihn seiner Herrschaft Třeboň zuschlug.

## Gemeindegliederung
Für die Gemeinde Cep sind keine Ortsteile ausgewiesen. Zu Cep gehört die Einschicht Cepská Myslivna.

## Sehenswürdigkeiten
- Kapelle Johannes des Täufers